# Сергинский заказник
Сергинский зоологический охотничий заказник — государственный заказник площадью 45,3 тысячи гектаров в Нижнесергинском муниципальном районе Свердловской области.
Заказник организован 11 июня 1978 года для сохранения и повышения численности охотничьих животных. К природному комплексу заказника относятся лось, куница, белка, рысь, лисица, глухарь, тетерев, рябчик и др.